# Giuseppe Prina
Le comte Giuseppe Prina (né à Novare le 20 juillet 1766, mort à Milan le 20 avril 1814) est un homme politique italien.

## Biographie

### La jeunesse et les premières expériences politiques
Prina, dès son plus jeune âge, fait preuve d'un rare talent, il termine ses études de droit à l'université de Pavie en 1789. Il est très estimé pour ces capacités en matière économique.
Après avoir exercé la profession d'avocat à Novare, Prina collabore à l'administration sarde dès 1791. C'est dans ce cadre qu'il participe aux négociations de l’armistice de Cherasco entre Piémontais et Français. Lors des premières années d'occupation napoléonienne, par fidélité à la maison sarde, il refuse de collaborer avec les Français même dans le cadre de l'administration des républiques dites sœurs.

### Prina ministre des finances
C'est seulement après la bataille de Marengo que Prina s'intéresse de nouveau à la vie publique, se faisant remarquer par  Napoléon par un discours de remerciement pour l'ouverture de la  consulte de Lyon.
En raison de la situation financière catastrophique de la nouvelle république italienne, Napoléon ne réussit pas à trouver une personne qui accepte la charge de ministre des finances. Cette fonction est confiée temporairement, le 28 février 1802, à un triumvirat dont Prina fait partie. Quelques mois plus tard, sur la demande expresse de Napoléon, Prina assume seul la charge qu'il conserve même après la transformation de la république italienne en  royaume d'Italie avec à sa tête Napoléon et comme vice-roi Eugène de Beauharnais.
Brillant dans sa vie privée, Prina est dur et inflexible dans le cadre de sa charge, en particulier, dans sa singulière habileté à trouver de nouveaux impôts afin de faire face à l'énorme demande d'argent que le gouvernement et spécialement les guerres napoléoniennes nécessitent. Il devient l'homme le plus détesté du royaume en particulier en Lombardie, en raison aussi de ses origines piémontaises.
Prina réussit à assainir les finances en 1805, grâce aussi à la réduction de la contribution à l'armée française mais surtout en raison d'un plus grande efficacité dans le recouvrement de l'impôt. Une bonne opération se révèle être l'apurement de la dette publique par la vente des biens nationaux, ceux confisqués au clergé.

### La fin tragique
Quand, avec la défaite napoléonienne, le sort du royaume d'Italie semble scellé, les signes de haine contre Prina deviennent plus fréquents et se manifestent par des graffiti menaçants : « Prina ! Prina ! le jour s'approche ».
La nouvelle de l'abdication de Napoléon intervenue le 11 avril 1814 arrive à Milan le 16 avril et soulève l'espoir d'une indépendance. Le sénat est convoqué le 17 avril par  Francesco Melzi d'Eril qui demande le vote d'une motion proposant la nomination d'Eugène de Beauharnais comme roi d'un royaume d'Italie indépendant à la place de Napoléon. Mais les sympathisants d'Eugène sont minoritaires face à des groupes qui demandent un roi italien ou que le trône soit donné à Joachim Murat ou enfin le retour à l'Autriche. Les sympathisants n'arrivent pas à vaincre la résistance de la majorité des sénateurs lesquels acceptent seulement d'envoyer une délégation à  Vienne afin qu'ils émettent une requête en faveur de l'indépendance.
La séance est reconduite le 20 avril et les opposants à Melzi d’Eril organisent une manifestation, surnommée la bataille des parapluies. Au petit matin, une foule furieuse entre dans le sénat et saccage la salle en cherchant notamment Prina. Ne l'ayant pas trouvé, les révoltés se dirigent vers son habitation. Après avoir saccagé sa maison et l'avoir trouvé dans une armoire, les révoltés le dénudent et le jettent par la fenêtre.
Un commerçant de l'actuelle Via Manzoni réussit tout d'abord à lui offrir l'hospitalité mais Giuseppe Prina se présente à la foule pour éviter que la maison du commerçant soit à son tour détruite et qu'il y ait d'autres victimes.
La foule – composée de citoyens respectables - le frappe avec la pointe des parapluies. Le lynchage à proximité de Piazza della Scala dure quatre heures, si bien qu'à la fin le corps est méconnaissable. Aucune autorité, ni civile, ni militaire, n'est venue à son secours. Les historiens ne sont pas arrivés à porter un jugement sur les évènements de la journée, Carlo Botta affirme dans son Histoire de l'Italie de 1789 à 1814 qu'à la tête de la foule qui commit l'exaction se trouve le comte Federico Confalonieri qui sera quelques années plus tard le compagnon de  Silvio Pellico au cours du procès et dans la prison de Spielberg.
Les évènements du 20 avril convainquent le vice-roi Eugène de Beauharnais à renoncer au trône. Le  26 avril il abdique et quitte l'Italie pour rejoindre la cour de ses beaux-parents les Wittelsbach, à Munich. Le peu qui reste de la demeure de Prina est détruite pour laisser la place à une place.
Le tragique évènement de l'assassinat de Prina, devenue proverbiale à Milan (l'ha faa la finn del Prina signifie encore aujourd'hui « il a fait une mauvaise fin »), est l'objet de plusieurs œuvres littéraires. La plus connue est le Sogn (« Sommeil », connu aussi comme Prineide), un petit poème en milanais composé par Tommaso Grossi, mais attribué pendant un certain temps à Carlo Porta, qui eut des problèmes judiciaires avec les autorités autrichiennes. Dans celui-ci, le poète s'imagine rencontrer l'âme tourmentée de  Prina qui lui demande ce que les Milanais ont obtenu de son assassinat. Cette œuvre a été considérée, par Stendhal et par de nombreux romantiques, la plus belle composition de la poésie moderne. Stendhal mentionne cet assassinat dans la Chartreuse de Parme (1838) & précise qu'un prêtre avait refusé de lui ouvrir la grille de l'église San Giovanni ce qui l'aurait sauvé.
La haine des Milanais pour Prina ne s'explique pas seulement par sa dureté dans le fait d'imposer des taxes. Il semble que son niveau de vie fut l'objet d'une suspicion de corruption comme il apparait dans le sonnet  Quand vedessev on pubblegh funzionari qui lui serait destiné. D'autres sources soulignent que le saccage total de l'habitation du ministre ne permit pas de découvrir quoi que ce soit de précieux ce qui démontrerait l'honnêteté personnelle de Prina.

## Armoiries
| Figure | Blasonnement |
|        | Écartelé : au 1, des comtes ministres du Royaume ; au 2, d'azur au bonnet ailé de Mercure ; au 3, d'azur au chevron abaissé d'argent sommé d'un coq du même crêté et barbé du même ; au 4, de sinople, à une carte dépliée d'argent couverte de chiffres arabes de gueules. |